# El monte de las brujas
El monte de las brujas é un film spagnolo del 1972 diretto da Raúl Artigot.